# Трентон (Кентаки)
Трентон (енгл. Trenton) град је у америчкој савезној држави Кентаки.

## Демографија
По попису из 2010. године број становника је 384, што је 35 (-8,4%) становника мање него 2000. године.
| Група             | 2000.       | 2010.       |
| Белци             | 334 (79,7%) | 322 (83,9%) |
| Афроамериканци    | 67 (16,0%)  | 44 (11,5%)  |
| Азијати           | 4 (1,0%)    | 0 (0,0%)    |
| Хиспаноамериканци | 6 (1,4%)    | 5 (1,3%)    |
| Укупно            | 419         | 384         |